# Новодворское
Новодворское (укр. Новодвірське) — село на Украине, административно подчинено Моспинскому горсовету Пролетарского района города Донецка. Находится под контролем самопровозглашённой Донецкой Народной Республики.

## География

#### Соседние населённые пункты по странам света
СЗ: Бирюки, город Моспино
З: Вербовая Балка
ЮЗ: Андреевка, Михайловка (примыкает), Светлое, Александровка
ЮЮЗ: Чумаки, Горбатенко
С: Грабское
СВ: Агрономичное, Многополье, Полтавское
В: Червоносельское
ЮВ: Володарского, Осыково

## Общая информация
Площадь — 0,95 км кв. Почтовый индекс — 83498. Телефонный код — 622.

## Население
| Год  | Количество жителей |
| ---- | ------------------ |
| 1989 | 89                 |
| 2001 | 62                 |
| 2011 | 26                 |
| 2013 | 50                 |

## Адрес местного совета
83492, Донецкая область, Донецкий горсовет, г. Моспино, ул. Кооперативная, 22, тел. 221-71-12